# 라 부지 뒤 사푀르
라 부지 뒤 사푀르(프랑스어: La Bougie du Sapeur, 프랑스어: [la bu.ʒi dy sa.pœʁ])는 1980년 창간된 프랑스의 풍자 신문으로, 4년에 한번 돌아오는 윤일 (2월 29일)에만 발행된다. 결과적으로 4년에 한번씩 발행되기에, 세계에서 가장 드물게 발행되는 신문으로 꼽힌다.
가장 최근 발행일은 2020년 2월 29일로, 다음 발행 예정일은 2024년 2월 29일이다.

## 역사
<라 부지 뒤 사푀르>는 자크 드뷔송 (Jacques Debuisson)과 크리스티앙 바이 (Christian Bailly)가 친구들끼리의 농담 삼아 처음 창간하였다. 제호의 뜻은 '공병의 양초'라는 뜻으로, 1896년 조르주 콜롱이 그린 만화 속 공병 캐릭터 '카망베르' (Camember)에서 따왔다. 작중 카망베르는 2월 29일에 태어난 캐릭터로, 생일 축하를 태어나서 지금껏 네 번밖에 받지 못하고 입대한 모습으로 그려진다.

## 발행
1980년부터 2020년까지 총 11호가 발행되었다. 2016년 2월 제10호 발행 당시 부수는 15만 부~20만 부로 집계되었으며, 가격은 한 부당 4.70유로였다. 정기구독료는 100년당 100유로이며, 지난호 가격은 15유로이다.
2004년 2월 29일 제7호 발행일은 일요일이었기 때문에, <라 부지 뒤 사푀르 - 디망슈> (La Bougie du Sapeur – Dimanche)라는 이름의 일요일판이 부록으로 함께 발행되었다. 다음 일요일판 발행예정일은 2032년으로 예상된다.
2008년 제8호와 2012년 제9호의 판매수익금은 자선단체에 기부되었다.
2012년 제9호에서는 특집 기사로 유로화의 종말을 다뤘는데, 독자들 사이에서 극우정당인 국민연합의 정책을 지지하는 내용이 담겼다는 논란이 벌어지기도 했다. 이에 대해 편집장은 본 신문이 정치와는 상관없다고 밝혔다.
2016년 제10호는 벨기에, 스위스, 룩셈부르크, 캐나다에서도 최초로 판매되었다.

## 역대 발간호
- 1980년 (제1호)
- 1984년 (제2호)
- 1988년 (제3호)
- 1992년 (제4호)
- 1996년 (제5호)
- 2000년 (제6호)
- 2004년 (제7호) - 부록: <라 부지 뒤 사푀르 - 디망슈> (La Bougie du Sapeur - Dimanche)
- 2008년 (제8호) - 부록: <라 부지 뒤 사푀르 - 마담> (La Bougie du sapeur - Madame)
- 2012년 (제9호) - 부록: <라 부지 뒤 사푀르 - 코킨> (La Bougie du Sapeur - Coquine)
- 2016년 (제11호) - 부록: <라 부지 뒤 사푀르 - 콜렉토르> (La Bougie du Sapeur - Collector)
- 2020년 (제12호) - 부록: <르 사푀르 에콜로> (Le Sapeur écolo)